# Гіпотеза (право)
Гіпо́теза — елемент правової норми, в якій зазначаються умови, обставини, з настанням котрих можна або необхідно здійснювати її диспозицію. Ці обставини охоплюються поняттям юридичні факти. Призначення гіпотези — визначити сферу і межі регулятивної дії диспозиції правової норми.
Гіпотеза відповідає на питання: коли? де? в якому випадку? за якої умови?

## Види гіпотез
1. визначена гіпотеза вичерпно визначає ті умови, за наявності яких вступає в дію правило поведінки, що міститься у диспозиції правової норми;
2. частково визначена гіпотеза містить формулювання у загальній формі типу «у необхідному випадку», а наявність або відсутність цієї необхідності визначається відповідними суб'єктами;
3. відносно визначена гіпотеза обмежує умови застосування норми певним колом формальних вимог.

Гіпотези також поділяють на абстрактні та казуальні.
Абстрактна гіпотеза — це гіпотеза, в якій умови застосування норми визначаються загальними родовими ознаками, без глибокої деталізації, що надає можливість охопити та урегулювати значну кількість однорідних випадків. А оскільки родові ознаки, що містить у собі абстрактна гіпотеза, явища досить стійкі, то і норми, що мають таку гіпотезу, характеризуються високою стабільністю.
Казуальна гіпотеза визначає умови дії норми, використовуючи більш вузькі, спеціальні родові ознаки. Тому вона розповсюджує дію на істотно вужче коло випадків, а сама норма має меншу стабільність, ніж за наявності абстрактної гіпотези.